# Hans Henrik Bærentsen
Hans Henrik Bærentsen (født 16. april 1956 i Virum, død 18. november 2021) var en dansk skuespiller og radiovært. Han var bl.a. kendt som Rasmus Radiomus (1992-1999) i DR's Godmorgen P3, guruen Amanda Djii i filmen Jydekompagniet, og han har desuden medvirket i en stor del af Wikke & Rasmussens produktioner, bl.a. Tonny Toupé Show, Sonny Soufflé Chok Show, Robin Hat, Hannibal & Jerry Flyvende farmor og Der var engang en dreng.
Han var yderst kendt fra "Familieteatret" hvor han har medvirket i forestillinger som Hodja fra Pjort, Orla Frøsnapper, Askepot, Jack & Bønnestagen, Kalle Blomkvist, Albert og i Gunnar Geertsens nyskrevne version af sin egen Bølle Bob som kunne ses på turné i hele landet fra oktober 2005.
Han spillede også en mængde roller i teaterensemblet "Focus" som spiller stationært og på turné i hele landet.
Desuden var han kendt for at lægge stemme til utallige tegnefilmsroller som f.eks. i Familien Addams, Powerpuff Pigerne, Sølvvinge, Monsters, Inc. Herbie for fuld udblæsning!, Noddy,The Flintstones, Prinsessen og frøen, Pingvinerne fra Madagascar, Teletubbies, Darkwing Duck, Den bestøvlede kat, Lucky Luke, Koslænget og hunden Jake i Eventyrtid som i 2015 kører på 6.sæson.
Han har desuden indlæst lydbøger, bl.a. Erik Brandts Erindringer, Junglebogen, Aladdin, Projekt Kerberos, Iqbal Farooq-serien og mange andre.
I 2005 blev han kontaktet af Energi Fyn, som leverer el til hele det sydfynske, i anledning af en reklamekampagne.
Her blev universet "Elmers EL" skabt i samarbejde med Wikke & Rasmussen.
Det blev til tre reklamefilm, som siden da har kunnet ses på de lokale tv-skærme på Fyn.
I april 2006 blev 10 nye, 12-sekunders spots produceret og i december 2006 endnu 5.
I 2006 på turné i hele landet – først som "løbehjulstyven" og læreren i Louise Schouws opsætning af Ole Lund Kirkegaards Frode og de andre Rødder som turnerer fra sidst i februar til sidst i marts, og senere med Focus Teaterproduktion fra april til maj, samt i Familieteatrets genopsætning af Astrid Lindgrens Karlsson på taget fra september til medio december.

I 2008 har han desuden haft hovedrollen i musikvideo for "MUSHI" ("Pay for Play") (YouTube).
Reklame for "Bliv Mere Værd" (Internet),
Reklamefilm for "Visit Denmark" – Tv/Norge – Internet,
Reklamefilm for "Stofa" Tv2/Tv3, reklamefilm for
"3" (Homer Simpson?).

I 2009 medvirker han i spillefilmen Skyskraber
Gæsterolle i "Cellen" (planlagt premiere 2010 – Tv5)

2010 : som "Påskeharen" på dr.dk/haren.
2013 : Kong Chr. IV ved riddershowet "Riddere og Rædsler - Tøjhusmuseet/Kbh.
2012-2014 : Fast julemand i Tivoli og Frederiksbergcenteret.
videoen "80'eren" med Bikstok Røgsystem